# 12월 8일
12월 8일은 그레고리력으로 342번째(윤년일 경우 343번째) 날에 해당한다.

## 사건
- 395년 - 참합피전투: 중국 허베이성 바오딩 시에서 참합피 전투가 벌어져 후연이 북위에 참패하다.
- 1791년 - 윤지충·권상연이 전주 남문 밖(현 전동성당 자리)에서 순교함(신해박해 발발).
- 1940년 - 독일군이 나우루를 공격하였다.
- 1949년 - 중화민국 정부가 타이베이로 이전함.
- 1980년 - 존 레논, 뉴욕에서 마크 채프먼에게 암살당하다.
- 1991년 -
  - 벨라베자 조약으로 독립국가연합 창설.
  - 투르크메니스탄의 독립이 승인됐다.
- 1999년 - 러시아와 벨라루스 간에 통합조약이 조인되었다.
- 2024년 - 시리아 반군이 다마스쿠스를 점령하고 바샤르 알아사드가 러시아로 도피하면서 바트주의 시리아가 붕괴하였다.

## 문화
- 1944년 - 조선전시종교보국회가 창립됐다.
- 1955년 - 유럽회의와 각료이사회의가 유럽의 상징으로 파란색 바탕에 12개의 노란별이 수놓인 기를 채택.
- 1965년 - 제2차 바티칸 공의회가 폐막하다.
- 2000년 - 대전가톨릭평화방송 FM 라디오 방송 개국.

## 탄생
- 기원전 65년 - 고대 로마의 시인 호라티우스. (~BC 8년)
- 1542년 - 스코틀랜드의 여왕 메리 1세. (~1587년)
- 1708년 - 신성 로마 제국의 황제 프란츠 1세. (~1765년)
- 1723년 - 프랑스의 사상가 폴 티리 돌바크. (~1789년)
- 1765년 - 미국의 발명가 일라이 휘트니. (~1825년)
- 1858년 - 러시아의 작가 블라디미르 길랴롭스키. (~1935년)
- 1861년 - 프랑스의 마술사, 영화 제작자 조르주 멜리에스. (~1938년)
- 1864년 - 프랑스의 조각가 카미유 클로델. (~1943년)
- 1865년
  - 핀란드의 작곡가 장 시벨리우스. (~1957년)
  - 프랑스의 수학자 자크 아다마르. (~1963년)
- 1880년
  - 대한민국의 독립운동가 신채호. (~1936년)
  - 에스토니아의 철학자 요한네스 아비크. (~1973년)
- 1886년 - 멕시코의 화가 디에고 리베라. (~1957년)
- 1890년 - 체코의 작곡가 보후슬라프 마르티누. (~1959년)
- 1894년 - 미국의 만화가 엘지 크리슬러 세가. (~1938년)
- 1902년 - 대한민국의 음악인 현제명. (~1960년)
- 1925년 - 이탈리아의 정치인 아르날도 포를라니. (~2023년)
- 1926년 - 미국의 군인 랄프 퍼켓. (~2024년)
- 1933년 - 멕시코의 배우 아나 오펠리아 무르기아. (~2023년)
- 1934년
  - 대한민국의 영화 감독, 영화 각본가, 영화 제작자 임권택.
  - 대한민국의 신학자 윤영탁.
  - 대한민국의 정치인 김녹영. (~1985년)
- 1935년 - 대한민국의 언론인, 정치인 봉두완.
- 1936년 - 미국의 배우 데이비드 캐러딘. (~2009년)
- 1939년 - 미국의 싱어송라이터 제리 버틀러. (~2025년)
- 1941년 - 영국의 전 축구 선수, 현 축구 감독 제프 허스트.
- 1942년 - 미국의 농구 선수 밥 러브. (~2024년)
- 1943년
  - 대한민국의 정치인 고홍길.
  - 대한민국의 성우 김태연. (~2020년)
  - 미국의 가수 짐 모리슨. (~1971년)
- 1945년 - 대한민국의 배우 연규진.
- 1949년 - 미국의 심리학자 로버트 스턴버그
- 1950년 - 태국의 배우 소라풍 찻리. (~2022년)
- 1953년 - 미국의 배우 킴 베이싱어.
- 1956년 - 뉴질랜드의 축구 선수 키스 맥카이.
- 1957년
  - 대한민국의 배우 반혜라.
  - 러시아의 정치인이자 총리인 미하일 카시야노프.
- 1959년 - 대한민국의 의사, 연세대 의대 가정의학과 교수 인요한.
- 1960년 - 대한민국의 로봇공학자 고경철.
- 1961년
  - 미국의 작가, 논객 앤 콜터.
  - 대한민국의 배우, 권투 선수 조성규.
- 1962년 - 대한민국의 경찰공무원, 정치인 조길형.
- 1963년 - 대한민국의 제21대 대통령 이재명.
- 1965년 - 홍콩의 배우, 가수 류자링.
- 1966년 - 아일랜드의 싱어송라이터 시네이드 오코너. (~2023년)
- 1967년
  - 대한민국의 배우 김광규.
  - 일본의 성우 미츠이시 코토노.
  - 일본의 성우 이노우에 미키.
- 1968년
  - 대한민국의 배우, 목회자 이진우.
  - 미국의 야구 선수 마이크 무시나.
- 1969년 - 대한민국의 배우 하희라.
- 1971년 - 대한민국의 아나운서 김은성.
- 1973년
  - 일본의 배우 이나가키 고로.
  - 미국의 가수, 음악가, 작곡가, 배우 코리 테일러.
- 1974년 - 대한민국의 야구 선수 이병규.
- 1975년
  - 대한민국의 아나운서 최기환.
  - 대한민국의 배우 이의정.
- 1976년
  - 대한민국의 가수 이성우 (노브레인).
  - 영국의 배우 도미닉 모너핸.
- 1977년 - 미국의 자동차 경주 선수 라이언 뉴먼.
- 1978년 - 대한민국의 배우 고준.
- 1981년 - 대한민국의 방송인 김나영.
- 1982년
  - 미국의 래퍼 니키 미나즈.
  - 튀르키예의 축구 선수 하미트 알튼토프.
  - 튀르키예의 전 축구 선수 할릴 알튼토프.
  - 잉글랜드의 모델, 배우 해나 웨어.
- 1983년
  - 대한민국의 가수 유호석 (클릭비).
  - 대한민국의 전 야구 선수 배힘찬.
- 1984년 - 일본의 가수 TAKAHIRO (EXILE).
- 1985년 - 대한민국의 가수 지환.
- 1986년
  - 대한민국의 희극인 양세찬.
  - 대한민국의 래퍼 그레이.
- 1987년
  - 대한민국의 마술사 최현준.
  - 미국의 야구 선수 카일 드래벡.
- 1988년
  - 대한민국의 야구 선수 이승우.
- 1989년
  - 대한민국의 배우 이유영.
  - 이란의 역도 선수 베흐다드 살리미.
  - 대한민국의 축구 선수 최호정.
- 1990년
  - 대한민국의 가수 강혜연.
  - 일본의 성우 토다 메구미.
- 1991년
  - 대한민국의 아나운서 조윤하.
  - 대한민국의 희극인 송이지.
- 1992년
  - 대한민국의 희극인 유재필.
  - 대한민국의 전직 스타크래프트 프로게이머 한두열.
  - 일본의 가수 요코야마 유이.
  - 러시아의 배우 유라 보리소프.
- 1993년 - 미국의 배우 애나소피아 로브.
- 1994년
  - 대한민국의 가수 주니 (레이디스 코드).
  - 자메이카 출생의 잉글랜드의 축구 선수 라힘 스털링.
  - 대한민국의 전 리그 오브 레전드 프로게이머 나이트.
  - 일본의 가수, 배우 오오타 아이카 (HKT48).
  - 일본의 가수 야마우치 스즈란 (SKE48).
- 1995년
  - 대한민국의 가수 아이디.
  - 잉글랜드의 축구 선수 조던 아이브.
- 1996년
  - 대한민국의 가수 다린.
  - 스코틀랜드의 축구 선수 스콧 맥토미니.
- 1997년 - 대한민국의 가수 윤.
- 1998년
  - 대한민국의 리그 오브 레전드 프로게이머 서밋.
  - 대한민국의 치어리더 최홍라.
- 1999년
  - 대한민국의 배우 조이현.
  - 잉글랜드의 축구 선수 리스 제임스.
  - 대한민국의 유튜버, 인터넷 방송인 장지수.
- 2002년 - 대한민국의 가수 겸 피겨 스케이팅 선수 성훈.
- 2003년 - 대한민국의 배우 한애정.
- 2006년 - 대한민국의 피겨스케이팅 선수 김채연.
- 2007년 - 대한민국의 연극배우, 뮤지컬배우 신지수.

### 미상
- 대한민국의 가수 김정은.

## 사망
- 1292년 - 캔터베리의 대주교, 스콜라 철학자, 중세신학자 요하네스 페캄. (1230년~)
- 1788년 - 프랑스의 해군 제독 피에르 앙드레 드 쉬프렌. (1729년~)
- 1791년
  - 조선의 천주교 순교자 권상연. (1751년~)
  - 조선의 천주교 순교자 윤지충. (1759년~)
- 1818년 - 스웨덴의 화학자 요한 고틀리브 간. (1745년~)
- 1830년 - 스위스의 작가 뱅자맹 콩스탕. (1767년~)
- 1841년 - 독일의 조각가 요한 하인리히 폰 다네커. (1758년~)
- 1864년 - 영국의 수학자 조지 불. (1815년~)
- 1903년 - 영국의 사회학자, 철학자 허버트 스펜서. (1820년~)
- 1930년 - 미국의 정치인 찰스 D. 킴볼. (1859년~)
- 1942년 - 독일 황제 아이텔 프리드리히 폰 프로이센 왕자. (1883년~)
- 1980년 - 영국의 음악가 존 레논. (1940년~)
- 2004년 - 미국의 기타리스트 다임백 대럴. (1966년~)
- 2016년 - 미국의 우주비행사 존 글렌. (1921년~)
- 2019년
  - 미국의 경제학자 폴 볼커. (1927년~)
  - 미국의 가수 주스 월드. (1998년~)
  - 미국의 영화배우 러네이 오베어전와. (1940년~)
- 2020년
  - 대한민국의 극작가 박현숙. (1926년~)
  - 아르헨티나의 축구 선수, 축구 감독 알레한드로 사벨라. (1954년~)
- 2022년
  - 대한민국의 교사, 노동운동가 노옥희. (1958년~)
  - 일본의 영화 감독, 각본가 요시다 요시시게. (1933년~)
- 2023년 - 미국의 영화배우 라이언 오닐. (1941년~)

## 기념일
- 성도재일(Bodhi Day): 일본
- 원죄 없이 잉태되신 동정 마리아 대축일: 로마 가톨릭교회

## 같이 보기
- 전날: 12월 7일 다음날: 12월 9일 - 전달: 11월 8일 다음달: 1월 8일
- 음력: 12월 8일
- 모두 보기